# Banu 'Abd Shams
I Banū ʿAbd Shams b. ʿAbd Manāf (in arabo بنو عبد شمسبن عبد مناف‎?) furono un potente clan della tribù meccana dei Quraysh. Il clan prendeva il proprio nome dal suo eponimo, ʿAbd Shams b. ʿAbd al-Manāf.
Il clan, all'epoca di Maometto, era guidato da Abu Sufyan ibn Harb, fortemente ostile al Profeta fino alla sua conversione in extremis nel 630. Solo dopo che il Profeta conquistò Mecca, il clan smise di opporgli resistenza. 
Da esso clan si generò la dinastia Omayyade, che prendeva il proprio nome dal figlio di ʿAbd Shams, Umayya. Ad esso appartennero Abū Sufyān ibn Ḥarb e suo figlio Muʿāwiya b. Abī Sufyān, che fu il primo califfo omayyade di Siria. Il loro gruppo era chiamato Banū Umayya, a causa del loro esponente di spicco, Umayya b. ʿAbd Shams. 

Anche ʿUthman b. ʿAffān, il terzo Califfo “ortodosso” (reg., 644-654), ne faceva parte.
Costui, si convertì all'Islam non molto tempo dopo che Maometto aveva iniziato la sua predicazione del messaggio divino.

## Il fondatore
ʿAbd Shams b. ʿAbd Manāf era il figlio maggiore di ʿAbd Manāf ibn Quṣayy (circa 400–480) e suoi fratelli erano Hāshim ibn ʿAbd Manāf ibn Quṣayy - da cui sarebbero discesi i membri del clan noto sotto il nome di B. Hāshim, del quale faceva parte lo stesso Maometto - Muṭṭalib e Nawfal.
Questo rendeva parenti il Profeta dell'Islam e i futuri Omayyadi, anche se gli alidi reclamavano un grado di parentela più stretto, essendo discendenti in linea diretta di Hāshim e di suo figlio ʿAbd al-Muṭṭalib b. Hāshim, nonno di Maometto oltre che di ʿAlī.